# Aeroportul Internațional Belgorod
Aeroportul Internațional Belgorod (IATA: EGO, ICAO: UUOB) este un aeroport din Belgorod, Belgorod Urban Okrug⁠(d), Regiunea Belgorod, Rusia ce deservește zona Belgorod. Aeroportul a fost tranzitat în 2021 de 582.534 de pasageri. A fost deschis în 1954 și numit după Vladimir Șuhov.
Situat la o altitudine de 224 m, aeroportul dispune de 1 pistă.

## Infrastructură

### Piste
Aeroportul dispune de o singură pistă. Pista are orientarea 11/29.